# Gouden Bul van Rieti
De Gouden Bul van Rieti of Pietati proximum was een handvest getekend door Paus Gregorius IX op 3 augustus 1234 te Rieti bezegeld met een Gouden Bul.

## Achtergrond
Hertog Koenraad I van Mazovië had graag zijn land uitgebreid en had zijn oog laten vallen op Kulmerland. De Duitse Orde, een kruisridderorde, was op zoek naar land in Europa. Grootmeester Herman van Salza was bereid te helpen, maar wou eerst garanties van keizer en paus. In 1226 ondertekende hij de Gouden Bul van Rimini met Keizer Frederik II, Paus Gregorius IX tekende in 1234 en Koenraad I van Mazovië gaf zijn akkoord met het Verdrag van Kruschwitz in 1230.

## Inhoud
Herman van Salza wilde zich beschermen tegen de principes van de feodaliteit en liet stipuleren dat de door de Duitse Orde veroverde gebieden "in jus et proprietatem beati Petri" plaatst, dat wil zeggen "onder het recht en eigendom van Sint-Pieter ”, met andere woorden onder het exclusieve gezag van de Heilige Stoel.

## Gevolg
De afgesloten akkoorden kunnen worden gezien als de oprichting van de Duitse Ordestaat. Paus Alexander IV herbevestigde deze bul op 26 juli 1257.

## Document
- Bulle von Rieti 1234, Herder-Institut (Marburg).